# 生島ヒロシ
生島 ヒロシ（いくしま ヒロシ 、本名：生島 博〈読み同じ〉、1950年〈昭和25年〉12月24日 - ）は、日本のフリーアナウンサー、タレント、総合司会者、芸能プロモーター、ファイナンシャルプランナー。東北福祉大学客員教授。プロダクション会社・生島企画室（現在のFIRST AGENT）の創業者で、元最高経営責任者。元TBSアナウンサー（16期生）。フリーアナウンサーになってから時期は不明だがホリプロと業務提携していた。

## 略歴
宮城県気仙沼市出身。宮城県気仙沼高等学校卒業後、法政大学経営学部に入学した
。20歳の夏の1971年、大学紛争を機に大学を中退して単身で渡米した。
1975年、カリフォルニア州立大学ロングビーチ校ジャーナリズム科を卒業した。1976年4月、TBS（現在のTBSHD。以下同じ）にアナウンサー16期生として入社（同期は鈴木順・高橋進・松宮一彦）。入社3年目の1978年4月から1979年秋までTBSラジオの夜ワイド『生島ヒロシの夜はともだちII（セカンド）』を担当し、人気を得る。また30歳の時にテレビに進出し、『そこが知りたい』内のコーナー「各駅停車路線バスの旅」や『アッコにおまかせ!』などに出演した。
情報番組・バラエティ番組の担当が多く、同局アナウンサー時代は『JNNニュース』など報道番組を担当することはなかった。1989年3月に退社・独立し、株式会社生島企画室を設立した（2025年1月までの役職は最高経営責任者）。この頃の約10年間は年収億単位の状態で、バブル期もあって不動産投資や金融投資をした。しかしその後、テレビの仕事の激減やバブル崩壊が重なって10億円もの借金を抱えた。月額700万円の返済に追われたが、本人の頑張りや周りの人に助けられてなんとか乗り越えた。
古巣のTBSラジオでは、1998年から2025年1月まで平日の早朝に冠番組『生島ヒロシのおはよう定食』と『生島ヒロシのおはよう一直線』を担当した。TBSラジオ内では生島による再春館製薬所の痛散湯など、健康に関係する薬品や食品のCMがたびたび放送された。
軽快な口調を「デフォルメ」して、『大沢悠里のゆうゆうワイド』の投稿コーナー『お色気大賞』では「軽いノリの部下、生島君」「一直線なサラリーマン・生島」「悪友ヒロシ」として大沢悠里が声色を駆使させ、時折登場していた。
なお、生島は大沢悠里の「後輩」「元・部下」であり、洒落っ気を利かせた大沢が、上記のように『お色気大賞』に仮称：生島を登場させたり、『おはよう一直線』放送終了間際に大沢が「ゲリラ出演」したり、逆に『ゆうゆうワイド』ラストを前に大沢とのトークを『おはよう一直線』において対談を果たしている。
2004年10月23日、新潟市で行った講演会を終えて帰京するため、17時19分新潟発東京行き上越新幹線「Maxとき332号」のグリーン車2階席にマネージャーと乗車していた際に、56分に発生した新潟県中越地震の直撃を受け、浦佐駅と越後湯沢駅間で約6時間も新幹線の中に閉じ込められた。また、同じ列車に嶌信彦も同乗していた。この経験から、防災士の資格を取得した。
2011年3月11日の東日本大震災発生時は、ラジオを終えてから宮城県仙台市の仙台国際ホテル4階に出向き、講演会を行っている最中だった。その後、道路も各所で被害を受けた中、仙台市から約15時間をかけて帰京した。気仙沼市の実家に居住中の妹夫婦が津波に流され、妹のみが5月に遺体で見つかった。義弟は未だ行方不明である。なお、2011年2月2日に85歳で亡くなった母の四十九日法要＆納骨式を行うため妹夫婦は遺骨と位牌を携えて3月12日に上京する予定が、母の遺骨と位牌も津波に遭い流失した。
2018年2月、緑内障の手術を受け経過良好であると伝えられた。
2019年8月、右眼の白内障手術を受けた事を明らかにした。
2025年1月27日、後述の不祥事により芸能活動を無期限自粛することとなり、自身が設立した生島企画室における全役職を解かれ、同年2月21日には退社し、生島企画室は社名を「FIRST AGENT」に変更したことが発表された。
自粛中は自ら坊主頭にし、毎週寺で座禅や住職との会話を1時間ほど行っており復帰にも意欲を示していることが取材で明らかになった。

## 人物
ファイナンシャル・プランナーや福祉住環境コーディネーターの資格を持ち、自身の番組スポンサーでもある日興コーディアル証券のCMに出演したり、ヘルスケアアドバイザーとして、コジマのストアサポーターに就任した。義母の介護体験から『おばあちゃま、壊れちゃったの?』を出版（のちにドラマ化）するなど福祉への造詣も深く、健康や福祉、金融や人生をテーマにした講演を精力的に行っている。
2020年7月、新型コロナウイルス感染拡大で学費が払えなくなった学生のために、法政大学と青山学院大学と合わせて計1,000万円を寄付した。
持論は、「元気でさえあればなんとかなる」。

### 主な資格
- 2002年10月 - ファイナンシャル・プランナー資格取得
- 2003年8月 - 福祉住環境コーディネーター合格
- 2004年7月 - 金融知力普及協会認定インストラクター資格取得
- 2005年7月 - ヘルスケア・アドバイザー認定
- 2007年6月 - 防災士資格取得
- 2007年12月 - eco検定（環境社会検定試験）合格
- 2010年6月 - NPO日本食育インストラクター

### 主な役職（元職も含む）
- 東北福祉大学客員教授
- みやぎ絆大使[注釈 2]
- みなと気仙沼大使
- おじゃんせ霧島大使（鹿児島県霧島市）
- 高齢者交通事故防止アドバイザー（警視庁）

### 交友関係など
武道家の東孝は高校の同級生、元テレビ岩手アナウンサーの藤村惠一とマジシャンのマギー審司は高校の後輩、俳優の村上弘明は高校と大学の後輩にあたる。また、お笑いタレントのヒロシの芸名は生島にちなんで名づけられた。
菅義偉とは法政大学の同級生である。当時同大学で生島が所属する準体育会の松濤館流と、菅が所属する同好会の剛柔流は同じ場所で練習をしており、会話こそなかったもののお互いの存在は知っていた。その後TBSアナウンサー時代に、議員秘書をする菅と再会して意気投合し、長きに渡り交友を続けている。
アメリカ留学時代に空手家の山崎清司の下で空手を習い、ベニー・ユキーデと試合を行う予定もあった。しかし、これは師範の山崎にキャンセルされた。本人曰く、「ユキーデが弱い日本人に勝利して自身の経歴に箔をつけようとしていたことに気付いたから」とのこと。師範からは黒帯を授与されたが、生島本人は後の空手雑誌での山崎との対談で、「名誉初段みたいなものです」と謙遜した。アメリカ留学中は、同じように修行中の後の映画スター、ショー・コスギとも出会っており将来について意気投合していた。

### 家族
4兄妹の長男であり、「企画室」相談役の生島隆（元社長）は次弟、スポーツジャーナリストの生島淳は末弟。隆との間に一般人の妹がいるが、略歴で説明した通り、妹夫婦は東日本大震災で被災し亡くなった（義弟は行方不明）。また2人の息子がおり、長男の生島勇輝は生島企画室に所属してタレント活動をしていたが、現在はケイダッシュに移籍して俳優に転身した。次男の生島翔はダンサーとしてアメリカを拠点に活動している。

### 子供時代
活気のある漁港街に生まれ、父親は会社員として働き、母と母方の祖母が営む飲食店「伊勢浜食堂」が繁盛していた。当時市内に映画館が5つもあり、子供の頃は邦画洋画問わず様々な映画を鑑賞していた。また、アメリカのメリーランド州に住む叔母から時々カッコいいシャツや洒落たお菓子を送ってもらっていたため、幼い頃からアメリカに憧れていた。高校進学後、飲食店の売上が減るなどしたため、経済事情を考えて大学進学を諦めかけた。しかし高校3年の時、父に「これからは国際化の時代が来るから大学に進学したらどうか？」と助言されて受験を決意した。
法政大学に合格後は北区十条の三畳一間で暮らし、そば屋、引っ越し屋、地下鉄工事など様々なバイトをして生活費を稼いだ。大学の空手同好会に所属した後、アメリカで道場を開くという顧問から「アシスタントとして同行しないか？」と誘われた。その渡米話は諸事情により流れたが、「憧れのアメリカに行きたい」との気持ちが強くなり渡米を決意する。横浜の港で港湾労働者として働いたり、京王プラザホテルやホテル精養軒の配膳会などのアルバイトで30万円を貯めて大学2年生の終わり頃に渡米し、ロサンゼルス（カリフォルニア州）で暮らし始めた。

### アメリカでの生活
ロサンゼルスでは、当初語学学校に通おうとしたが授業料が払えずに断念した。しばらくは日本人村の空手道場で寝泊まりしながら、空手ショーへの出演や日本人庭師のもとで庭木の剪定などを手伝った。他にも畑仕事、白人家庭でのハウスキーピング、レストランでの皿洗いなど様々なアルバイトで生計を立て、2,000ドルを貯めた。
フルトン・コミュニティ・カレッジ（日本の短大のような2年制の大学）に入学し、DJの技術を学ぶ授業を専攻した。DJの面白さに目覚め、「それなら放送ジャーナリズムを学ぼう」との考えからカリフォルニア州立大学への編入を考えた。「ヒロシ・イクシマ・ガーデニングカンパニー」を起業した後、顧客付きで会社を売り、そのお金で同大学に編入してからアナウンサーに憧れるようになった。

## 不祥事
26年9か月出演中の「TBSラジオのレギュラー番組『生島ヒロシのおはよう定食』およびJRN系列『生島ヒロシのおはよう一直線』を降板する」と2025年1月27日（月曜日）に発表された。生島の出演は7000回を目前にした6995回を放送して終了。降板が決定した当日も通常通り出演をしていた。TBSラジオのリリースによれば「TBSグループ人権方針に背く重大なコンプライアンス違反があったことを確認したため」として番組出演の継続が不可能と判断し、生島の番組降板を決定したとしている。コンプライアンス違反の詳細については、関係者のプライバシー保護の観点から、説明を控えるとした。
デイリースポーツの取材によれば、関係者の話として生島による複数の関係者へのハラスメント行為が発覚し、27日の放送後に降板を通達したという。生島も事実を認めて降板を受け入れた。なお、直近で問題になっているフジテレビや中居正広の不祥事などとは関係なく、生島が会長を務める生島企画室のタレントや過去に所属したタレントが関わっているかについては「あくまで生島さん個人の問題」とした。なお、降板した両番組は同月28日以降は「生島ヒロシ」の名前をタイトルから外す形で放送を継続した。そして、『おはよう定食』ならびに『おはよう一直線』そのものも、2025年3月31日をもって27年にわたる放送を終了した。
同日、生島企画室のサイトに代表取締役社長の飯尾友康の報告文、及び生島本人の謝罪文が記載された。それによれば「ネット上に掲載されていた不適切な写真を友人から送られ、それをラジオスタッフに転送し、女性スタッフから大変不愉快との指摘があった」「番組制作者への厳しい言動があった」ことが原因であると説明した上で、今回の件により、生島は生島企画室における全役職を退任し、芸能活動を無期限で自粛することとなった。
2011年から2017年9月まで生島企画室に所属していた長瀬サエコによると、同社所属中の長瀬が生島の通うフィットネスジムに同伴させられ、一緒にトレーニングをしたり泳いだりすることを誘われていたという。また2016年の春から夏にかけてはハイヤーの中で生島に手を握られ生島の股間に手を持って行かれたり、電話口で生島の自慰行為中とみられる声を聞かされ共同で自慰行為をするテレフォンセックスに誘われており、長瀬は後々の仕事に影響が出ることを恐れてこれらのセクハラ行為を淡々と受け流していたという。
この長瀬の告発を受けて行われた取材において、生島の代理人弁護士は「依頼人はいずれも思い当たることがないが、知己の人物から苦言を呈されるということは、わが身の至らなさゆえのことと深く内省している」との主旨で答えた。上記の長瀬へのセクハラに関する取材があった同日となる2025年2月21日、生島が生島企画室を退社し、社名を「株式会社FIRST AGENT」に変更したことを発表した。

## 書誌

### 著書
- 『まぜごはん、プリーズ。 TBSアナウンサーの熱血アメリカ体験記』（1985年、アルク〈Cat books〉）
- 『後輩への説教 望みが高ければ退屈しない』（1991年、講談社）
- 『生島ヒロシのパワースピーチ入門 こんな話し方が人生を明るくする』（1992年、ベストセラーズ〈ワニの本〉）
- 『生島ヒロシのコンビニ英会話』（1993年、講談社）
- 『こんな時代は早起きでしょう 早起き人種はリストラ知らず』（1998年、リヨン社）
- 『岡田武史逆境をチャンスに変えよ 強いリーダーになる15の実践』（1998年、コスミックインターナショナル〈Cosmo books〉）
- 『おばあちゃま、壊れちゃったの? : ボクと妻の老親介護』（1999年、三笠書房） - のちにテレビ朝日にてドラマ化。
- 『神様からの贈り物 生島家のペット介護日記』（2000年、エム・ウェーブ）
- 『みんなの介護入門』（2001年、幻冬舎）
- 『生島ヒロシのこれで元気に!「手間なし」健康法』（2001年、日本経済新聞社）
- 『生島ヒロシの時代を生き抜く対話術 お宝情報を引き出す51の秘訣』（2001年、弘文堂）
- 『さすがと思われる短いスピーチ実例集』（2001年、幻冬舎）
- 『堂堂家族主義』（2002年、ポプラ社）
- 『生島ヒロシの坂道、寄り道、まわり道』（2003年、東京書籍）
- 『生島ヒロシの50歳からの健康上手』（2003年、日本経済新聞社）
- 『さすが!と言われる 司会・進行実例集』（2003年、日本文芸社）
- 『50歳からお金の心配がなくなる本』（2004年、幻冬舎）
- 『500問答えて億万長者 お金力クイズ』（2006年、幻冬舎）
- 『人に好かれる「話し方」決定版』（2008年、マガジンハウス）
- 『資格力　◎人生に役立つ有望資格ガイド』（2008年、東京書籍）
- 『<ちょいメタ>のほうが長生き?』（2008年、春秋社）
- 『さすが!と言われる 1分スピーチ・あいさつ実例集』（2008年、日本文芸社）
- 『さすが!と言われるお祝いお礼のスピーチ実例集』日本文芸社（2009年）
- 『おとなの英会話フレーズ571』（2009年、学研ムック）
- 『生島ヒロシの幸せを呼ぶ健康のヒケツ』TBSサービス（2010年）
- 『知識ゼロからのビジネススピーチ入門』幻冬舎（2011年）
- 『口下手な人のためのスピーチ術』ベスト新書（2012年）
- 『賢人の仕事術』（2013年、幻冬舎）
- 『ご機嫌な老活 やっぱり生涯ずっと面白く働いていたい』（2013年、日経BP社）
- 『この一冊で！相続のことがまるごとわかる本』毛利豪監修（2013年、大和書房）
- 『マンガで読める生島ヒロシの相続一直線』（2016年、週刊住宅新聞社）
- 『さすが! と言われる 心に響く名スピーチのコツ&実例集』（2017年、日本文芸社）
- 『どん底に落ちてもはい上がる37のストーリー』（2019年、ゴマブックス）
- 『70歳現役!「食べ方」に秘密あり』（2022年、青春出版社）
- 『70歳からの「貯筋」習慣』（2023年、青春出版社）
- 『日本経済 本当はどうなってる?』（2024年、青春出版社）

### 共著
- 生島ヒロシ、ケント・デリカット『ケントとヒロシの英会話生中継 : 実況トークブック』講談社、1986年12月。ISBN 4-06-203117-5。全国書誌番号:87010231。
- 生島ヒロシ、武村秀雄、福永保代『英語と比較ができる和製カタカナ語事典』創芸社、1995年6月。ISBN 4-88144-064-0。全国書誌番号:95062274。
- 生島ヒロシ、グレアム・M.ハリス『生島ヒロシとG.ハリスの欧米流スピーチのすすめ』PHP研究所〈PHP business library : Business〉、1999年3月。ISBN 4-569-60475-7。全国書誌番号:99066022。
- 生島ヒロシ、グレアム・M.ハリス『生島ヒロシとG.ハリスの欧米流スピーチのすすめ』PHP研究所〈PHP business library : Business〉、1999年3月。ISBN 4-569-60475-7。全国書誌番号:99066022。
- 生島ヒロシ、乃木田俊辰『生島ヒロシがレポートする専門医が語るレーザー医療の最前線』日本臨床医療レーザー協会監修、マキノ出版〈ビタミン文庫〉、2000年2月。ISBN 4-8376-1121-4。全国書誌番号:20125670。
- 新谷弘実、生島ヒロシ『ドクター新谷・生島ヒロシが「胃腸を語る」 : 対談"新谷式健康・長寿法"』弘文堂、2001年10月。ISBN 4-335-76005-1。全国書誌番号:20206928。

### 監修書籍
- 七海ワタル『アメリカ人になる方法』コスモス出版部スタジオ・エル、1979年11月。全国書誌番号:80007955。
- 生島ヒロシ『博学ものしり「超雑学王」』成美堂出版〈成美文庫〉、1999年12月。ISBN 4-415-06868-5。全国書誌番号:20020174。

## 出演番組

### TBS
テレビ番組
| 期間          | 期間          | 番組名                                 | 役職                                       | 備考 |
| ------------- | ------------- | -------------------------------------- | ------------------------------------------ | --- |
| 1977年9月9日  | 1977年9月9日  | 赤い激流・第15話                       | テレビ番組の司会者役                       | |
| 1978年5月     | 1979年2月     | ムー一族                               | ラジオ生放送進行役                         | 同ドラマの生放送の回でテレビスタジオを飛び出した郷ひろみが『夜はともだち』生放送中のラジオスタジオに乱入した際に出演         |
| 1979年        | 1979年        | 11時に歌いましょう                     | レポーター                                 | |
| 1979年        | 1979年        | 夕やけロンちゃん                       | レポーター                                 | |
| 1979年        | 1979年        | チェック&チェック                      | ゲスト回答者                               | |
| 1980年        | 1980年        | おはよう700                            | レポーター                                 | |
| 1980年        | 1980年        | テレビ列島7時                          | レポーター                                 | |
| 1980年        | 1980年        | ザ・ベストテン                         | 関東地方担当追っかけマンでのレギュラー出演 | 主に、同期の松宮とは別地点の中継を担当、久米宏降板後の1985年7月から9月にかけて、黒柳徹子と番組進行も行っていた               |
| 1981年10月    | 1983年3月     | 人間ふしぎ不思議                       | 司会                                       | |
| 1981年10月    | 1983年3月     | そっくりものまね大賞                   | 司会                                       | |
| 1982年        | 1982年        | 街かどテレビ11:00                      | レポーター                                 | |
| 1983年        | 1986年頃      | 料理天国                               | コーナー担当                               | |
| 1983年7月     | 1983年9月     | 笑ってポン!                            | レギュラー出演                             | |
| 1984年        | 1984年        | 歌謡アンナイト                         | 司会                                       | |
| 1984年4月     | 1984年9月     | わかるかな?ワールドジェスチャー        | 司会                                       | |
| 1984年12月    | 1986年12月    | 日本レコード大賞                       | 司会補佐役                                 | 補佐役降板後は、実況（曲紹介）担当アナウンサーにて出演                                                                       |
| 1985年3月18日 | 1985年9月16日 | EXPOスクランブル                       | 総合司会                                   | |
| 1986年        | 1986年        | そこが知りたい                         | 『各駅停車路線バスの旅』担当レポーター     | |
| 1986年5月     | 1989年3月     | 痛快なりゆき番組 風雲!たけし城         | レポーター兼司会代行                       | |
| 1986年10月    | 1991年3月     | アッコにおまかせ!                      | 総合司会                                   | 同局退職後もフリーとして出演                                                                                                 |
| 1987年2月6日  | 1987年2月6日  | パパはニュースキャスター               | ゲスト出演                                 | |
| 1987年5月5日  | 1987年5月5日  | ママはアイドル!・第4話                 | 『そっくりショー』司会者役                 | |
| 1987年5月6日  | 1987年5月6日  | 水曜ドラマスペシャル『私は二番目の女』 | エキストラ出演                             | |
| 1987年5月18日 | 1987年5月18日 | 歌のトップテン（日本テレビ系）         | 応援ゲスト出演                             | 番組レギュラー起用前の吉村明宏（当時『アッコにおまかせ!』で共演）と共に、南野陽子の応援ゲストとして同局（TBS）を代表して出演 |
| 1988年        | 1989年3月     | お笑いベストヒット                     | 司会                                       | |

ラジオ番組
- 三國一朗の土曜ワイド（1977年）[10]
- 三菱ふそう全国縦断 ひろし・あきらの朝ですよ〜!（1977年）[10]
- 生島ヒロシの夜はともだちII（1978年）メインパーソナリティ[9][10]
- 歌謡新人戦（1979年）[10]
- ハウスヤングフォーラム（1982年）[10]
- ナイターワイドスペシャル（1982年）[10]
- 今夜も乾杯!（1983年）[10]
- 花の歌謡新人戦（1984年）[10]
- スーパーワイドぴいぷる（1985年）[9][10]
- 毒蝮三太夫の土曜ワイド商売繁盛（1985年）[10]
- 夜はこれから（1986年）[9][10]
- いきいき大放送（1987年）[10]

### フリー
情報・ワイドショー番組
| 期間         | 期間          | 番組名                                           | 役職                   |
| ------------ | ------------- | ------------------------------------------------ | ---------------------- |
| 1989年4月3日 | 1990年3月30日 | 生島ヒロシのおいしいフライパン（フジテレビほか） | MC                     |
| 1990年4月2日 | 1990年9月28日 | 生島ヒロシのもっと・自由な生活（フジテレビほか） | 司会                   |
| 1990年10月   | 1993年3月     | ビッグモーニング（TBS系）                        | 司会                   |
| 1993年10月   | 2000年12月    | スーパーサッカー（TBS系）                        | メインキャスター       |
| 1994年4月1日 | 1995年9月29日 | おはよう!ナイスデイ（フジテレビ系）              | 司会                   |
| 1995年10月   | 1996年3月     | たけしの万物創世紀（テレビ朝日系）               | レギュラー出演         |
| 1999年10月   | 2002年9月     | 大調査!! なるほど日本人（テレビ東京）            | 司会                   |
| 2007年5月    | 2012年3月     | 塾長・生島ヒロシの定年塾（チバテレ）             | 塾長（レギュラー司会） |
| 2010年4月    | 2011年3月     | DON!（日本テレビ系）                             | パネリスト出演         |
| 2010年4月    | 2013年9月     | 未来ビジョン 元気出せ!ニッポン!（BS11デジタル）  | 司会                   |
| 2012年4月    | 現在          | 達人道（チバテレ）                               | レギュラー出演         |
| 2016年10月   | 2019年3月     | ひるキュン!（TOKYO MX）                          | 火曜日パートナー担当   |
| 2018年10月   | 2019年3月     | ゴゴスマ -GO GO!Smile!- （CBCテレビ）            | 木曜日コメンテーター   |

バラエティ・ラジオ番組・その他
- 総天然色バラエティー 北野テレビ（TBS）
- クイズダービー（TBS、1989年6月3日）「第692回」 - ゲスト
- 空と海をこえて（TBS、1989年9月16日） - 後藤久美子主演のスペシャルドラマ
- クイズタイムショック（テレビ朝日系、1989年10月 - 1990年3月）3代目司会者
- 全日本歌謡音楽祭（テレビ朝日系、1989年 - 1990年）
- ミュージックステーション（テレビ朝日系、1990年4月 - 1993年9月）
- 風まかせ 新・諸国漫遊記（フジテレビほか、1990年10月 - 2000年3月、2004年12月26日）
- オールスター感謝祭（TBS系期首特番、1991年秋 - 1992年秋、1993年秋 - 2000年秋）解答者、ビッグ・ウェディング・スーパーサッカーの各番宣でレギュラー出演
- 極楽スタジアム（日本テレビ系、1991年10月 - 1992年9月）
- 日立 あしたP-KAN気分!（日本テレビ系、1992年1月 - 1994年3月）
- スーパークイズスペシャル（日本テレビ系期首特番、1992年春 - 1993年秋）P-KANチーム解答者、P-KANの番宣でレギュラー出演
- TVタイムマシン（テレビ朝日系、1992年6月 - 1992年9月）
- ウェディングベル（TBS系、1993年10月 - 1997年3月）
- 気分はOn（テレビ朝日系、1993年）
- 突撃!家族ウォーズ（テレビ東京、1995年1月 - 1995年3月）
- クイズ21! ジャックをねらえ（テレビ朝日系、1995年4月 - 1995年9月）
- なんでもランキング バトランQ（テレビ朝日系、1995年10月 - 1995年12月）
- ウエディングプランナーの事件簿「疑惑の花嫁」（1997年6月9日、TBS系・月曜ドラマスペシャル、BS-TBS・ミステリー･セレクションで再放送）結婚式の司会者 役
- ドクターT（テレビ東京系）
- 三原・生島のマーケットトーク（日経CNBC、土曜 21:00 - 21:30／1999年 - 2007年9月）
- ニュースに挑戦!あなたの常識（テレビ東京）クイズ番組の司会 - アシスタントは蓮舫。
- 週刊経済王（テレビ東京、日曜 12:00 - ／2001年3月まで、土曜 10:30 - 11:14／2001年4月から、生放送）
- 生島ヒロシのおはよう定食（TBSラジオ、月 - 金曜 5:00 - 5:30／1998年4月6日 - 2025年1月27日）
- 生島ヒロシのおはよう一直線（TBSラジオほかJRN各局・KZOO、月 - 金曜 5:30 - 6:30／1998年4月6日 - 2025年1月27日）
- み〜っけ!みやぎの人・もの発見（東北放送、- 2007年3月2日）ナビゲーター
- カルチャーSHOwQ〜21世紀テレビ検定〜（東名阪ネット6加盟局、2007年4月 - 2009年3月（本放送））
- オジサンズ11（日本テレビ系、2007年3月13日・2007年10月 - 2008年9月）準レギュラー[38]
- 三原・生島のマーケット塾（日経CNBC、土曜 21:00 - 21:30／2007年10月5日 - 2008年3月）
- 生島ヒロシのマネーサロン（日経CNBC、木曜 21:00 - 21:30／2008年4月 - 2009年3月）
- 生島ヒロシのココカラ元気!（BSフジ、2011年10月15日 - 2011年11月19日）
- 生島ヒロシのサタデー・一直線（TBSラジオ、土曜 5:05 - 6:00／2012年10月6日 - 2019年3月30日）
- 咲くシーズ（BSジャパン、2013年4月6日 - 2014年3月29日）コンシェルジュ
- SG競艇LIVE（日本レジャーチャンネル他）
- 金曜ロードSHOW!特別ドラマ企画「視覚探偵・日暮旅人」（2015年11月20日、日本テレビ系）情報番組司会者 役[39]
- ヒロシとDr.天野の健康サロン（BSフジ、2017年4月7日 - ）
- 大沢悠里のゆうゆうワイド土曜日版（TBSラジオ、2017年6月17日[40]・2019年6月29日[41]）
- たまむすび（TBSラジオ）　不定期に「ゲリラ出演」
- 水戸黄門（BS-TBS、2017年10月4日 - 12月6日）、語り[42]
- 連続ドラマW 正体 第1話（2022年3月12日、WOWOW）- コメンテイター 役
- モナーク：レガシー・オブ・モンスターズ 第1話　東京のタクシー運転手役 (Apple TV+、2023年-)
- 生島企画室presents「カモン！エヴリバディ」（ミュージックバード、2024年7月6日 - 2025年1月25日[注釈 7]）

## 出演映画
- Jリーグを100倍楽しく見る方法!!（1994年）
- 星に語りて（2019年）

## 出演CM
- 再春館製薬所「痛散湯」ラジオCM（TBSラジオほか） - 各ラジオ局の代表的パーソナリティがナレーションを担当するCMであるため本来はTBSラジオのみのローカルCMだが、地元パーソナリティが担当しない一部地方局でもこの生島バージョンが放送されていた。なお、『おはよう定食』『おはよう一直線』の放送時間帯にもかかわらず、同じ関東地区をエリアとしているラジオ日本でも流れていた。
- コジマ（→ビックカメラグループ）（2005年 - ） - 福島第一原子力発電所事故後に、太陽光発電のCMに出演。
- 原子力発電環境整備機構(NUMO) - 『おはよう一直線』で地層処分PRのコーナーを一社提供。
- 社会保険庁「社会保険」（1994年、森本毅郎・小倉智昭と共演）
- 東北電力（2009年4月 - ）
- 日興コーディアル証券
- リベレステ
- バリラックス（遠近両用メガネレンズ）
- 裏磐梯猫魔ホテル
- メガネトップ「眼鏡市場」
- 武蔵野フーズ「健康宅配」
- TKC全国会 - 『おはよう一直線』内で放送。
- 日本サプリメント（ラジオCM）
- エスプリライン・スピードラーニング（ラジオCM）
- 富山常備薬グループ（ラジオCM）
- 味の素グリナ（テレビCM、愛用者インタビューとして）
- TBSショッピング（TBSチャンネル1・2、TBSニュースバード）
- ライザップ（2015年）[43] - 『おはよう一直線』でのダイエット挑戦企画「ライザップ一直線」と連動
- 日清医療食品・食宅便
- マイケア「一望百景」（ラジオCM）

## その他
- ドウシシャ・パーフェクトグローブシリーズ - ナレーション（一部を除く）
- 第1回Men's Beauty アワード『セルフメディケーション部門』受賞（2019年）

## 出演舞台
- 音楽喜劇「のど自慢」 〜上を向いて歩こう〜 - 2017年[44]

## 音楽

### シングル
1. やっぱりごはん（BMGビクター、1992年10月21日） - 生島ヒロシ&ごはん党シンガーズ。
2. 東京ふれ愛めぐり逢い（コロムビア、1998年4月21日） - 松原のぶえとのデュエット
作詞：津城ひかる、作曲・編曲：若草恵
3. もしもしお父さんです（ウイングジャパン、2010年9月8日）
作詞：里村龍一、作曲：森山慎也、編曲：矢田部正
4. 花は咲く（フライングドッグ、2012年5月23日） - 花は咲くプロジェクト。
作詞：岩井俊二、作曲・編曲：菅野よう子